# 13 mars 1975
Le jeudi 13 mars 1975 est le 72e jour de l'année 1975.

## Naissances
- Annika Olsen, femme politique
- Charmaine Howell, athlète jamaïquaine
- Erika de la Vega, personnalité de la radio et de la télévision au Venezuela
- Esele Bakasu, footballeur congolais (RDC)
- Landon Wilson, joueur de hockey sur glace américain
- Mark Clattenburg, arbitre anglais de football
- Marta Vilajosana, Coureuse cycliste professionnelle espagnole
- Osvaldo Daicich, réalisateur argentin
- Pierre Alexandre Tremblay, musicien canadien

## Décès
- Georges Juliard (né le 8 avril 1888), personnalité politique française
- Ivo Andrić (né le 10 octobre 1892), diplomate et écrivain yougoslave
- Jean Del Val (né le 17 novembre 1891), acteur français
- Jeannie Robertson (née le 17 avril 1908), chanteuse traditionnelle écossaise

## Événements
- Création de la médaille des services militaires volontaires